# Rosamund Bradbury
Rosamund Bradbury (ur. 17 grudnia 1988 r.) – brytyjska wioślarka.

## Osiągnięcia
- Światowe Regaty U-23 – Brandenburg 2008 – dwójka podwójna – 4. miejsce[1].
- Puchar Świata 2009:
  - II etap: Monachium – czwórka podwójna – 2. miejsce[1].
  - III etap: Lucerna – czwórka podwójna – 5. miejsce[1].
  - III etap: Lucerna – dwójka podwójna – 7. miejsce[1].
- Mistrzostwa Świata – Poznań 2009 – czwórka podwójna – 5. miejsce[1].